# Trump Shuttle
La Trump Shuttle, Inc. è stata una compagnia aerea di proprietà dell'imprenditore, poi Presidente degli Stati Uniti d'America, Donald Trump dal 1989 al 1992. I diritti di atterraggio e alcuni degli equipaggiamenti necessari ad operare i voli erano originariamente parte della Eastern Air Lines e conosciuti come Eastern Air Lines Shuttle. La compagnia effettuava voli ogni ora utilizzando una flotta di Boeing 727 dall'aeroporto LaGuardia di New York all'aeroporto internazionale Logan di Boston e all'aeroporto nazionale Reagan di Washington, D.C., allora conosciuto come Aeroporto Nazionale di Washington, così come voli charter verso altre destinazioni. Il codice IATA della compagnia era TB (più tardi riassegnato alla Jetairfly).

## Storia

### Fondazione
Nella seconda metà degli anni ottanta, sia la Eastern Air Lines che la Pan American World Airways operavano voli a corto raggio negli Stati Uniti d'America nord-orientali, ma, nonostante i voli fossero altamente redditizi, le due compagnie nel loro insieme non navigavano in buone acque. Così, quando le previsioni finanziarie della Eastern divennero ancora più buie, la compagnia iniziò a vendere i propri aeromobili e le proprie rotte, riorganizzando le proprie operazioni a corto raggio in una compagnia separata e guidata da Bruce Nobles, la sopraccitata Eastern Air Lines Shuttle, con il solo scopo di venderla e fare cassa.
Il presidente della Eastern, Frank Lorenzo, incontrò Donald Trump a una festa e qui negoziò con lui la vendita della società per 365 milioni di dollari, un prezzo maggiore rispetto a quanto sarebbe teoricamente occorso per creare una compagnia simile partendo da zero ma giustificabile se la compagnia avesse raggiunto un'ampia fetta di mercato. Dopo l'acquisto, Trump annunciò quindi la sua intenzione di trasformare il servizio di voli a corto raggio da servizio low cost destinato a chi viaggiava per lavoro a servizio di lusso.
Dopo aver raggiunto un accordo con la Trump Organization, nell'ottobre 1988, la Eastern si avvalse della protezione prevista dal Chapter 11, una norma della legge fallimentare statunitense, dichiarando, di fatto, bancarotta. A quel punto, molti passeggeri preferirono usufruire dei servizi offerti dalla concorrente Pan Am Shuttle, e così la Eastern Shuttle, una volta in attivo, iniziò a perdere introiti. Trump tentò quindi di usare questo fatto per contrattare un prezzo più basso ed acquisire nuovi aeromobili dalla Eastern e alla fine la sua offerta fu accettata, nel maggio 1989, dalla corte fallimentare. Nel giugno 1989 l'acquisto fu quindi completato grazie al finanziamento di una cordata di banche capitanate dalla Citibank.
Le operazioni della Trump Shuttle iniziarono quindi l'8 giugno 1989 e, alla fine di agosto, i primi risultati testimoniarono il successo dell'impresa con una fetta di mercato coperta pari al 40-50%. Trump spinse quindi ancora di più per rendere sempre più esclusivo e lussuoso il nuovo servizio in modo da farlo diventare anche un veicolo pubblicitario per lo stesso nome della Trump Organization. Gli aerei della compagnia furono quindi ridipinti con una livrea bianca e gli interni furono decorati con, tra le altre cose, piallacci in legno d'acero, fibbie cromate per le cinture di sicurezza e rubinetti dorati per i gabinetti. La compagnia aerea fu anche una delle prime nell'adottare tecnologie avanzate, come i primi banchi per il check-in automatico, creati dalla Kinetics, installati presso le proprie postazioni all'aeroporto LaGuardia, o come la creazione di una partnership con la LapStop, un start-up che noleggiava pc portatili ai passeggeri. La Trump Shuttle fu anche una tra le prime compagnie aeree a dotarsi del sistema per le telefonate in volo Airfone sviluppato dalla GTE. I voli offrivano inoltre pasti gratuiti, comprendenti anche bistecche, così come birra, vino e champagne. 
In questo periodo sia la Trump Organization che la Pan Am spesero milioni di dollari in campagne pubblicitarie al fine mantenere una posizione di dominio nel mercato.

### Difficoltà finanziarie
Il traffico di passeggeri sui voli a corto raggio iniziò a diminuire nel novembre 1989. Alla fine del 1989, infatti, l'area nord-orientale degli Stati Uniti d'America entrò in una fase di recessione economica, mentre l'invasione del Kuwait da parte dell'Iraq nell'agosto del 1990 causò il raddoppio dei prezzi del carburante per jet. Così, mentre i costi di esercizio per le compagnie aeree salivano, molte della aziende loro clienti che utilizzavano viaggi a corto raggio tagliarono i costi relativi alle trasferte. Allo stesso tempo, gli affari nel settore casinò della Trump Organization iniziarono ad affrontare serie difficoltà e, nel giugno 1990, Trump fu obbligato a cedere il controllo di molte sue attività alle banche onde evitare una bancarotta personale. La compagnia aerea rimase quindi senza liquidità e nel settembre 1990 dichiarò fallimento a causa dell'incapacità di saldare i debiti contratti.
In questo periodo la Trump Shuttle effettuò anche voli charter al fine di impiegare gli aeromobili inutilizzati per i viaggi a corto raggio. In uno di questi voli charter, effettuato nel giugno del 1990, la Trump Shuttle trasportò Nelson Mandela nel suo viaggio lungo otto città degli Stati Uniti d'America. Durante la prima guerra del Golfo, nel 1990-91, la compagnia stipulò un contratto con il governo statunitense per il trasporto di personale militare tra la base aerea di Dover, quella di Charleston, la base aerea Travis, la base aerea McChord e la base aerea Kelly; durante la campagna elettorale per le elezioni presidenziali del 2016, Sean Hannity raccontò, e lo staff di Trump confermò, che l'imprenditore americano aveva inviato il suo aereo per trasportare la truppe durante la guerra, riferendosi probabilmente ai sopraccitati voli charter.

### Vendita
Trump aveva garantito personalmente 135 milioni di dollari del debito della compagnia. In seguito al fallimento, Citibank stipulò quindi accordi con la Northwest Airlines perché questa prendesse il controllo della compagnia in cambio di un alleggerimento della posizione personale di Trump nel debito della stessa, così, nell'aprile del 1991 le due parti sembrarono essere vicine al passaggio di proprietà della Trump Shuttle. Nel luglio dello stesso anno la Delta Air Lines acconsentì a comprare i servizi a corto raggio della rivale Pan Am confluiti nella Pan Am Shuttle, e in agosto la Northwest annunciò che l'acquisto della Trump Shuttle si era tramutato in un nulla di fatto a causa del rifiuto, da parte della Trump Organization, a diminuire il prezzo di vendita come richiesto dalla Northwest in seguito alle mutate condizioni di mercato. Alla fine, nel dicembre del 1991 la USAir raggiunse un accordo per acquisire il controllo operativo della Trump Shuttle fino a un massimo di dieci anni, con un'opzione di acquisto dopo cinque anni.
Il 7 aprile 1992 la Trump Shuttle cessò di esistere quando fu fatta confluire in una nuova azienda, la Shuttle, Inc., che iniziò ad operare il 12 aprile 1991 come servizio a corto raggio della USAir. In seguito, il 19 novembre 1997, la US Airways comprò la Shuttle, Inc. e l'azienda cominciò ad operare come US Airways Shuttle. Nell'ottobre 2015, la US Airways si fuse con la American Airlines, e a quel punto il servizio venne rinominato American Airlines Shuttle.

## Incidenti
Nell'agosto del 1989 un volo della Trump Shuttle in arrivo a Boston ebbe un problema relativo al carrello anteriore a causa di un errore di manutenzione commesso da personale della Eastern prima ancora dell'acquisizione dell'aeromobile da parte della compagnia di Trump. Al fine di contenere la reazione dei media sull'accaduto, lo stesso Donald Trump salì sul volo successivo diretto a Boston.

## Servizi correlati
Un'altra compagnia aerea di proprietà della Trump Organization, la Trump Air, operava un servizio di voli su elicottero tra l'aeroporto LaGuardia e l'eliporto di Downtown Manhattan al fine di fornire una connessione con i voli della Trump Shuttle. Dal 1989 al 1992 la Trump Air ha effettuato anche voli tra New York City e l'aeroporto di East Hampton e fra l'eliporto newyorkese West 30th Street e Steeplechase Pier ad Atlantic City per servire i casinò della famiglia Trump. I velivoli utilizzati erano elicotteri Sikorsky S-61 e Boeing Chinook.